# 成都地铁12号线
成都地铁12号线是中华人民共和国四川省成都市成都地铁线网中一条规划中的东西向加密地铁线路。12号线一期工程自郫都区普安站引出，经高新西区、金牛区、锦江区、成华区，止于舜和家园站，线路长33.83km，全为地下线，共设置车站27座，换乘站13座；设普安车辆基地1座，直接工程投资约198.65亿元。车辆采6B编组。

## 历史
- 2017年，该线路首次提出，编号为31号线。
- 2018年，线路编号变更为12号线。
- 2022年11月、2023年1月，《成都市城市轨道交通第五期建设规划（2024-2029年）》由成都市住房和城乡建设局进行了社会稳定风险公示和环境影响评价第一次公示、环境影响评价第二次公示，其中提到：12号线一期工程西起郫都区普安，东至龙泉驿区双土地，线路长38.75km，均为地下线，设车站32座，设新华村停车场、双土地车辆段。车辆采6B编组。[5][6][4]
- 2024年12月25日，《成都轨道交通12号线一期工程可行性研究及勘察设计总承包项目招标公告》由成都轨道交通集团发布：12号线一期工程自郫都区普安站引出，经高新西区、金牛区、锦江区、成华区，止于舜和家园站，线路长33.83km，全为地下线，共设置车站27座，换乘站13座；设普安车辆基地1座，直接工程投资约198.65亿元。[3]